# Max Leuteritz
Max Leuteritz (* 27. April 1884 in Ockrilla; † 12. April 1949 in Hamburg) war ein deutscher Politiker der SPD und Präsident der Hamburgischen Bürgerschaft.

## Leben
Max Leuteritz, Sohn eines Zimmerers, besuchte die Volksschule in seinem sächsischen Geburtsort Ockrilla. Er heiratete 1913.
Von 1898 bis 1901 machte er dort eine Ausbildung zum Maurer und Stuckateur und von 1905 bis 1910 arbeitet er in diesem Beruf. Daneben war er in der freien Gewerkschaftsbewegung aktiv. Organisiert war er im Maurerverband unter anderem in Iserlohn, Bochum und Dortmund. In Dortmund war er zwischenzeitlich auch als Angestellter des Verbandes tätig.
Neben dem Beruf und der gewerkschaftlichen Tätigkeit war er seit 1902 als aktives Mitglied der Sozialdemokratischen Partei tätig. Er besuchte von 1909 bis 1910 die Zentrale Parteischule in Berlin. Es folgte von 1910 bis 1913 eine Anstellung im Zentralbüro des Bauarbeiterverbandes in Hamburg. Danach verließ er wieder Hamburg und war in verschiedenen Orten Deutschlands für den Verband tätig.
Während der Weimarer Republik saß er durchgehend für die SPD von 1919 bis 1933 in der Hamburgischen Bürgerschaft. Dort übernahm er im März 1928 das Amt des Präsidenten der Hamburgischen Bürgerschaft von Rudolf Ross. Er bekleidete das Amt bis 1931 und wurde von Herbert Ruscheweyh abgelöst. In der Position als Präsident war er nicht unumstritten. Innerhalb der Partei war er von Januar 1919 bis Mai 1929 Parteisekretär und Vorsitzender der SPD Landesorganisation Hamburg bis zur Übernahme des Bürgerschaftspräsidiums.
Während der NS-Diktatur saß er 1933 für zwölf Tage in Untersuchungshaft und war im Rahmen der sogenannten „Aktion Gitter“ 1944 für einen Monat im KZ Fuhlsbüttel interniert. Zudem verlor er wie viele andere Sozialdemokraten in dieser Zeit seine Arbeit.
Nach dem Zweiten Weltkrieg übernahm er in dem durch die britischen Besatzungstruppen ernannten Senat von Juli 1945 bis Februar 1946 den Posten des Senators für die Hamburgische Bauverwaltung. Zudem arbeitete er von März 1946 bis zu seinem Tode (1949) als Direktor der Hamburger Wiederaufbaukasse.

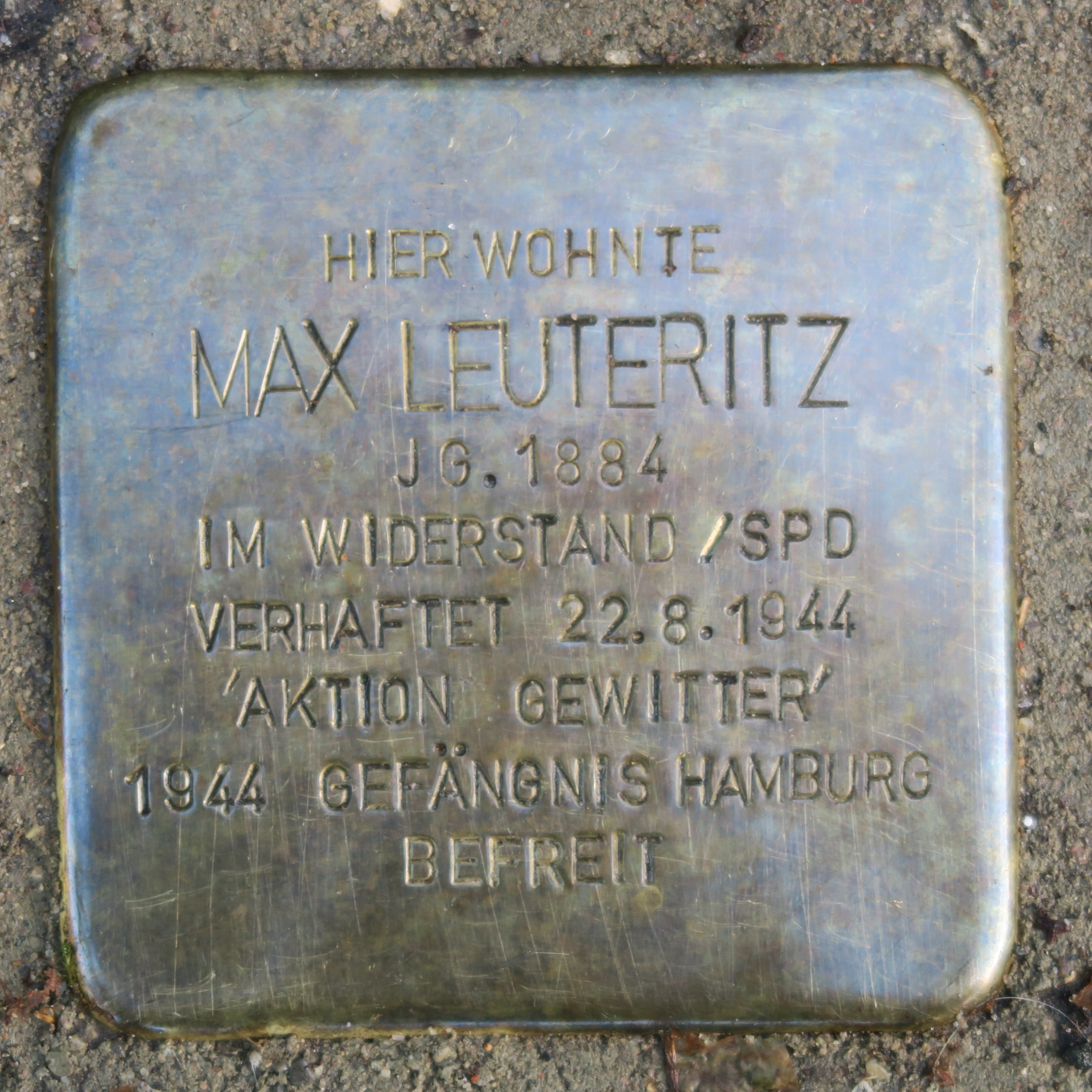
Stolperstein für Max Leuteritz

Im Herbst 2023 wurde ein Stolperstein für Max Leuteritz vor seinem Wohnhaus in Neugraben-Fischbek verlegt.